# Doriano Bindi
Doriano Bindi (Città di San Marino, 24 aprile 1959) è un ex pugile, ex giocatore di baseball e allenatore di baseball sammarinese.
Nativo della Repubblica di San Marino, si è trasferito a soli otto mesi a New York, dove durante l'adolescenza si è avvicinato al baseball e al pugilato, prima di tornare a San Marino all'età di 18 anni.
Bindi, infatti, è stato uno dei primi pugili, categoria pesi medi, della Federazione Pugilistica sammarinese. Si è dedicato poi anche al baseball, militando dal 1979 al 1994 con il San Marino Baseball Club nel duplice ruolo di esterno e di lanciatore, arrivando a disputare la Serie A a cavallo tra gli anni '80 e '90.
Terminata l'esperienza da giocatore, Bindi a partire dal 1995 è divenuto manager della franchigia sammarinese, portandola alla vittoria di quattro Campionati italiani (2008, 2011, 2012, 2013), due Coppe Italia (2006, 2009) e tre Coppe dei Campioni (2006, 2011 e 2014).
Il rapporto con la società titana si è interrotto nell'aprile 2016, quando lo stesso Bindi ha comunicato a campionato in corso la volontà di lasciare l'incarico dopo oltre 21 anni.
Bindi è poi tornato alla guida del San Marino cinque anni più tardi, prima dell'inizio della stagione 2021, culminata con la conquista di uno scudetto che al club mancava da otto anni. Nella Serie A 2022, San Marino ha bissato il titolo dell'anno precedente.
In vista degli Europei 2021, è entrato nello staff tecnico del CT della Nazionale italiana Mike Piazza.